# Lenkradwinkelsensor
Der Lenkradwinkelsensor misst den Einschlagwinkel des Lenkrades. Dieser Messwert wird für die Fahrdynamikregelung (auch ESC oder ESP genannt) benötigt. Der Sensor ist in der Lenksäule eingebaut. Man kann Potentiometer, optische Sensoren oder Sensoren, die den magnetoresistiven Effekt nutzen (z. B. Hall-Sensoren) verwenden.
Es gibt absolut messende Sensoren und inkrementale Sensoren (induktiver Sensor).
Er misst den Lenkraddrehwinkel und enthält ebenfalls die Wickelfeder für den Airbag. Der Drehwinkelbereich beträgt ±1080 Grad, also jeweils zwei ein halb Umdrehungen nach links und rechts. In der Regel beträgt die maximale Abweichung ±5 Grad.
Beispiel „Inkrementaler Sensor“:

Mit dem Lenkrad verbunden ist eine ringförmige Codierscheibe. Sie besteht aus einem Absolut- und einem Inkrementalring. Die Aussparungen im Inkrementalring sind gleichmäßig. Sie liefern beim Vorbeigleiten an der Lichtquelle ein gleichförmiges Signal. Des Weiteren ist ein Zählwerk verbaut, welches aus der Nullposition heraus, beim Drehen nach 360 Grad aufzählt und beim zurückdrehen wieder rückwärtig zählt, so dass Steuergeräte und Lenkwinkelsensor wissen, in welcher Position sich die Räder befinden.